# Ландышевая улица (Москва)
Ла́ндышевая у́лица — улица в Северо-Западном административном округе Москвы, в районе Куркино между Куркинским шоссе и Воротынской улицей.

## Происхождение названия

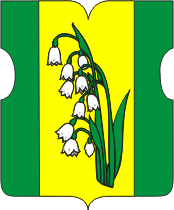
Герб Куркино.

«Красивое» название присвоено улице в 2001 году, т. к. ландыш изображён на гербе района.

## Описание
Ландышевая улица проходит с севера на юг, начинается от Воротынской улицы, справа от неё отходит Новогорская улица, затем она пересекает пересекает Куркинское шоссе и проходит между 10-м и 16-м микрорайонами Куркино к пойме реки Сходня. После жилой застройки улица становится лесной дорогой, которая доходит до комплекса Русской горнолыжной школы «Столица».

## Примечательные здания и сооружения
- № 8 — Центр образования № 1985.
- Русская горнолыжная школа «Столица».